# Montigny-la-Resle
Montigny-la-Resle é uma comuna francesa na região administrativa de Borgonha-Franco-Condado, no departamento de Yonne. Estende-se por uma área de 16,12 km². Em 2010 a comuna tinha 605 habitantes (densidade: 37,5 hab./km²).